# Бёртон, Кори
Ко́ри Бёртон (англ. Corey Burton; род. 3 августа 1955, Гранада-Хиллз, Калифорния) — американский актёр озвучивания.

## Биография
Кори Грегг Вайнберг родился 3 августа (в некоторых источниках — 2 августа) 1955 года в Лос-Анджелесе. На протяжении четырёх лет обучался актёрскому мастерству у известного актёра Доуза Батлера. В начале своей кино-карьеры Кори (взявший псевдоним Бёртон) работал на студию Cartoon Network, затем на The Walt Disney Company. Свой первый мультфильм озвучил в 1980 году, первую видеоигру — в 1983 году, и к 2013 году его фильмография насчитывает уже более 300 ролей в мультфильмах, мультсериалах и видеоиграх.
По состоянию на 2005 год Бёртон не женат, не имеет детей и не желает их заводить. У него есть два кота, кролики, черепахи и бурундук.

## Награды и номинации
- 2003 — «Энни» в категории «Выдающееся озвучивание в анимационной телевизионной продукции» за роль в мультсериале «Мышиный дом» — победа.
- 2003 — «Энни» в категории «Выдающееся озвучивание в анимационной полнометражной продукции» за роль в мультфильме «Питер Пэн 2: Возвращение в Нетландию» — номинация.
- 2011 — «Энни» в категории «Лучшее озвучивание в анимационной телевизионной продукции» за роль в мультсериале «Звёздные войны: Войны клонов» — номинация.

## Избранные работы

### Озвучивание мультфильмов
- 1984—1987 — Трансформеры / The Transformers — Спайк Уитвики / Броун / Санстрикер / прочие персонажи (в 65 эпизодах)
- 1985—1986 — Джо-солдат: Настоящий американский герой[англ.] / G.I. Joe: A Real American Hero — Томакс / Чужой / Джордж Лансберг / прочие персонажи (в 33 эпизодах)
- 1986 — Небесный замок Лапута / 天空の城ラピュタ — второстепенные персонажи (в англоязычном дубляже)
- 1986 — Трансформеры / The Transformers — Спайк Уитвики / Броун / Шоквейв
- 1986—1991 — Приключения мишек Гамми / Disney’s Adventures of the Gummi Bears — Ворчун Гамми / второстепенные персонажи (в 54 эпизодах)
- 1987 — Джо-солдат[англ.] / G.I. Joe: The Movie — Томакс
- 1987, 1989 — Утиные истории / DuckTales — Людвиг фон Дрейк / Фил Баркер (в 3 эпизодах)
- 1989 — Ведьмина служба доставки / 魔女の宅急便 — диктор на радио (в англоязычном дубляже)
- 1989—1990 — Чип и Дейл спешат на помощь / Chip 'n Dale Rescue Rangers — Дейл / Вжик / второстепенные персонажи (в 59 эпизодах)
- 1992 — Аладдин / Aladdin — принц Ахмет / торговец ожерельями
- 1992—1993 — Гуфи и его команда / Goof Troop — рассказчик за кадром (в 15 эпизодах)
- 1993—1994 — Чокнутый / Bonkers — Людвиг фон Дрейк / Сеймур / Безумный Шляпник / прочие персонажи (в 16 эпизодах)
- 1995 — Каникулы Гуфи / A Goofy Movie — Уэнделл
- 1995—1996 — Фантом 2040 / Phantom 2040 — Биот / 21-й Фантом / 23-й Фантом (в 3 эпизодах)
- 1995—1996, 1999 — Король Лев: Тимон и Пумба / Timon & Pumbaa — Улитка Шустрик / Капитан Куинт (в 11 эпизодах)
- 1996 — Горбун из Нотр-Дама / The Hunchback of Notre Dame — стражник
- 1996 — Кряк-Бряк / Quack Pack — Людвиг фон Дрейк (в 4 эпизодах)
- 1996—1998 — Супермен / Superman: The Animated Series — Брейниак / второстепенные персонажи (в 11 эпизодах)
- 1997 — Геркулес / Hercules — Титаны / Человек с клеймом / Человек-Конец-Света / гид в туристическом автобусе
- 1997 — Принцесса Мононоке / もののけ姫 — второстепенные персонажи (в англоязычном дубляже)
- 1998—1999 — Геркулес / Hercules — Зевс (в 7 эпизодах)
- 1999 — Геркулес: Как стать героем / Hercules: Zero to Hero — Зевс
- 1999—2001 — Всё о Микки Маусе / Mickey Mouse Works — рассказчик за кадром / Людвиг фон Дрейк / второстепенные персонажи (в 26 эпизодах)
- 2001 — Атлантида: Затерянный мир / Atlantis: The Lost Empire — Мольер, геолог
- 2001 — Дом злодеев. Мышиный дом / Mickey's House of Villains — Капитан Крюк / Чернабог / рассказчик за кадром / второстепенные персонажи
- 2001—2002 — Мышиный дом / Disney's House of Mouse — Людвиг фон Дрейк / Безумный Шляпник / рассказчик за кадром / второстепенные персонажи (в 51 эпизоде)
- 2001—2006 — Лига справедливости / Justice League — Брейниак / доктор Метель / второстепенные персонажи (в 13 эпизодах)
- 2002 — Питер Пэн 2: Возвращение в Нетландию / Return to Never Land — Капитан Крюк
- 2002 — Золушка 2: Мечты сбываются / Cinderella II: Dreams Come True — Гас / Мерт
- 2002 — Планета сокровищ / Treasure Planet — Онас
- 2002—2004, 2007 — Ким Пять-с-Плюсом / Kim Possible — второстепенные персонажи (в 9 эпизодах)
- 2003 — Атлантида: Возвращение Майло / Atlantis: Milo's Return — Мольер, геолог
- 2003—2005 Звёздные войны: Войны клонов / Star Wars: Clone Wars — Граф Дуку / Сэн Хилл / боец (в 9 эпизодах)
- 2004 — Король Лев 3: Хакуна матата / The Lion King 1½ — Грампи
- 2005 — Том и Джерри: Полёт на Марс / Tom and Jerry: Blast Off to Mars — учёный-марсианин / судебный пристав / глаза на воротах
- 2006 — Астерикс и викинги / Astérix et les Vikings — Даблхеликс (в англоязычном дубляже)
- 2006—2008, 2010 — Гетто / The Boondocks — второстепенные персонажи (в 9 эпизодах)
- 2006—2011 — Клуб Микки Мауса / Mickey Mouse Clubhouse — Людвиг фон Дрейк / Дейл (в 50 эпизодах)
- 2007 — Золушка 3: Злые чары / Cinderella III: A Twist in Time — Гас, мышонок
- 2007 — Волшебные истории принцесс Диснея: Следуй за мечтой / Disney Princess Enchanted Tales: Follow Your Dreams — король Стефан
- 2007 — Как подключить домашний кинотеатр[англ.] / How to Hook Up Your Home Theater — рассказчик за кадром
- 2007—2009 — Трансформеры / Transformers: Animated — Рэтчет / Мегатрон / Шоквейв / второстепенные персонажи (в 35 эпизодах)
- 2008 — Бэтмен: Рыцарь Готэма — Русский, Рональд Маршалл, Джонатан Крейн / Пугало
- 2008 — Звёздные войны: Войны клонов / Star Wars: The Clone Wars — Зиро Хатт / генерал Лоутсом / Хронос-327
- 2008—2010 — Семейство Сатурдей / The Secret Saturdays — Леонидас ван Рук / второстепенные персонажи (в 15 эпизодах)
- 2008—2011 — Бэтмен: отважный и смелый / Batman: The Brave and the Bold — второстепенные персонажи (в 11 эпизодах)
- 2008—2013 — Звёздные войны: Войны клонов / Star Wars: The Clone Wars — граф Дуку / Кэд Бейн / второстепенные персонажи (в 52 эпизодах)
- 2009 — Принцесса и лягушка / The Princess and the Frog — мистер Харви Феннер
- 2011—2012 — Громокошки / ThunderCats — Джага / Джорма / Тигус / второстепенные персонажи (в 9 эпизодах)
- 2011 — наст. время — Джейк и пираты Нетландии[англ.]  / Jake and the Never Land Pirates — Капитан Крюк / второстепенные персонажи (в 39 эпизодах)
- 2012 — Замбезия / Zambezia — Невилл, попугай-неразлучник
- 2012 — Монстры на каникулах / Hotel Transylvania — второстепенные персонажи

### Озвучивание видеоигр
- 1996 — Toonstruck[англ.] — Футмен / Брикабрак / Гоглс / прочие персонажи
- 1999 — Габриэль Найт 3: Кровь святых, кровь про́клятых / Gabriel Knight 3: Blood of the Sacred, Blood of the Damned — Ларри Честер / Месми / Вампир
- 2000 — Mickey's Speedway USA[англ.] — Людвиг фон Дрейк
- 2000 — Donald Duck: Goin' Quackers[англ.] — Мерлок / Глэдстоун Гусак / Винт Разболтайло
- 2001 — Крэш Бандикут: Гнев Кортекса / Crash Bandicoot: The Wrath of Cortex — доктор Н. Джин / доктор Н. Тропи
- 2001 — Final Fantasy X — Тромелл Гуадо / Келк Ронсо (в англоязычном дубляже)
- 2001 — Star Wars: Galactic Battlegrounds — Граф Дуку / пилот-джедай / генерал Тал Ашен
- 2002 — Kingdom Hearts — Капитан Крюк / Белый кролик / дверная ручка / второстепенные персонажи
- 2002 — Звёздные войны: Войны клонов[англ.] / Star Wars: The Clone Wars — Граф Дуку / боевой дроид-разведчик
- 2002 — Star Wars: Bounty Hunter[англ.] — Граф Дуку / охранник в тюрьме
- 2004 — EverQuest II — Волшебник / Айхин, купец / Т'Кирр, посол / второстепенные персонажи
- 2004 — Звёздные войны: Рыцари старой Республики 2 — Лорды ситхов / Star Wars: Knights of the Old Republic II — The Sith Lords — восемь персонажей
- 2005 — Звёздные войны. Эпизод III: Месть ситхов[англ.] / Star Wars Episode III: Revenge of the Sith — Граф Дуку / летающие боевые дроиды / второстепенные персонажи
- 2005 — Star Wars: Battlefront II — Граф Дуку / имперский офицер / Ки Ади Мунди
- 2005 — Kingdom Hearts II — Дейл / Санта-Клаус / второстепенные персонажи (в англоязычном дубляже)
- 2006 — Звёздные войны: Империя в войне / Star Wars: Empire at War — пилоты истребителей
- 2006 — Легенда о Спайро: Новое начало / The Legend of Spyro: A New Beginning — Вольтира / Эксюмора
- 2007 — Бог войны 2 / God of War II — Зевс
- 2007 — Легенда о Спайро: Вечная ночь / The Legend of Spyro: The Eternal Night — Вольтира
- 2008 — Легенда о Спайро: Рассвет Дракона / The Legend of Spyro: Dawn of the Dragon — Вольтира / Мейсон
- 2009 — Звёздные войны: Войны клонов — Герои Республики / Star Wars: The Clone Wars – Republic Heroes — Граф Дуку / Кэд Бейн
- 2009 — Brütal Legend — рассказчик за кадром
- 2010 —  Kingdom Hearts Birth by Sleep — Капитан Крюк / Ансем Мудрый / Волшебное зеркало / второстепенные персонажи (в англоязычном дубляже)
- 2010 — Бог Войны 3 / God of War III — Зевс
- 2010 — Эпический Микки / Epic Mickey — Йен Сид / Капитан Крюк
- 2011 — Лего Звёздные войны 3: Войны клонов / Lego Star Wars III: The Clone Wars — граф Дуку
- 2011 — Бэтмен: Аркем-Сити / Batman: Arkham City — Хьюго Стрейндж, надзиратель-психиатр
- 2011 — Звёздные войны: Старая Республика / Star Wars: The Old Republic — второстепенные персонажи
- 2012 — Kingdom Hearts 3D: Dream Drop Distance — Ансем Мудрый / Йен Сид / Клод Фролло (в англоязычном дубляже)
- 2012 — Эпический Микки 2: Сила двоих / Epic Mickey 2: The Power of Two — Йен Сид
- 2013 — Бог войны: Восхождение / God of War: Ascension — Зевс
- 2017 — Crash Bandicoot N. Sane Trilogy — доктор Н. Джин • доктор Н. Тропи • малыш Кортекс

### Кино- и телефильмы
- 1981 — Волки / Wolfen — озвучивание второстепенных персонажей.
- 1987 — Амазонки на Луне / Amazon Women on the Moon — телеведущий / диктор
- 1988 — Полтергейст 3 / Poltergeist III — преподобный Генри Кейн (озвучивание роли Натана Дэвиса[англ.], в титрах не указан)
- 2010 — Команда-А / The A-Team — рассказчик за кадром

### Прочие работы
- Голос актёра звучит в парках аттракционов Disneyland Resort[англ.], Disney World, Tokyo Disney Resort[англ.].
- В 2000 году принял участие в переозвучивании мультфильма 1940 года «Фантазия», актёр заново озвучил роли Димса Тейлора.